# لند
لِند، روستایی است از توابع بخش یانه‌سر شهرستان بهشهر در استان مازندران ایران.

## جمعیت
این روستا در دهستان شهدا قرار دارد و براساس سرشماری مرکز آمار ایران در سال ۱۳۸۵، جمعیت آن ۲۵۳ نفر (۸۸خانوار) بوده‌است. مردم لند از قومیت طبری هستند. مردم لند به زبان طبری (مازندرانی) سخن می‌گویند.